# Кубок африканських націй 2017
Кубок африканських націй 2017 — 31-й Кубок африканських націй, який відбувався у Габоні протягом 14 січня — 5 лютого.
Турнір спочатку (з 2011 року) планувався до проведення в ПАР, потім (з 2013) — в Лівії, але 22 серпня 2014 року КАФ відібрало у країни право на проведення турніру через громадянську війну, яка почалася навесні 2014 року. Новий господар турніру був оголошений на Виконавчому комітеті КАФ 2015 року. Ним став Габон. Переможець турніру отримає право грати на Кубку конфедерацій 2017, який пройшов в Росії.
Кубок виграла команда Камеруна.
Цього року Кубок африканських націй відзначив своє 60-річчя.

## Вибір країни-господарки турніру
Першочергово претендентами на проведення турніру було вісім держав — ПАР, Марокко, Демократична Республіка Конго, Ботсвана, Камерун, Гвінея, Замбія та Зімбабве, але після попереднього раунду залишилися лише три перші країни. Вони подали свої заявки на проведення кубка до 30 вересня 2010 року. Першою країною була Демократична Республіка Конго, але через проблеми з інфраструктурою держава вибула з гонки за право організувати змагання. Наступним кандидатом було Марокко. Його відвідали в листопаді 2010 року. Південно-Африканська Республіка була оглянута в грудні 2010 року. 29 січня 2011 року виконавчий комітет КАФ довірив проведення турніру 2015 року Марокко, а 2017 року — ПАР.
Проте того ж року в Лівії, що мала приймати Кубок Африки 2013 року, почалася громадянська війна. Через це між країнами відбувся обмін — змагання 2013 року було перенесене в ПАР, а Лівія стала господаркою Кубка африканських націй 2017 року.
22 серпня 2014 року, після того як в Лівії розпочалась нова громадянська війна, КАФ забрав право на проведення турніру у Лівії і оголосить господарів 2015 року. Після цього сім країн представили заявку на проведення турніру — Алжир, Єгипет, Габон, Гана, Кенія, Судан і Зімбабве, проте до остаточного списку були включені лише перші чотири. Ефіопія, Малі, і Танзанія також висловили інтерес до проведення турніру, але офіційну заявку не подали.
8 квітня 2015 року було оголошено, що розіграш Кубка африканських націй 2017 пройде в Габоні.

## Учасники

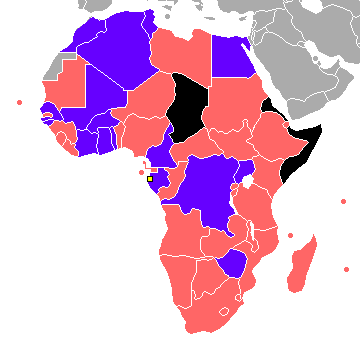
Кваліфікувались
Не кваліфікувались
Не брали участі
Не входять до КАФ

| Команда      | Кваліфіковано як     |
| ------------ | -------------------- |
| Габон        | Господар турніру     |
| Гвінея-Бісау | 1-ше місце в групі Е |
| Марокко      | 1-ше місце в групі F |
| Єгипет       | 1-ше місце в групі G |
| Алжир        | 1-ше місце в групі J |
| Сенегал      | 1-ше місце в групі K |
| Зімбабве     | 1-ше місце в групі L |
| Камерун      | 1-ше місце в групі M |
| Гана         | 1-ше місце в групі H |
| Малі         | 1-ше місце в групі C |
| Кот-д'Івуар  | 1-ше місце в групі I |
| Уганда       | 2-ге місце в групі D |
| Буркіна-Фасо | 1-ше місце в групі D |
| Туніс        | 1-ше місце в групі A |
| ДР Конго     | 1-ше місце в групі B |
| Того         | 2-ге місце в групі A |

## Стадіони
Чотири міста-господарі були підтверджені в жовтні 2016 року
| Лібревіль                                                           | Франсвіль                                                             | ЛібревільФрансвільПорт-ЖантільОєм | Оєм                                                               | Порт-Жантіль                                                        |
| Стад д'Онгонджи                                                     | Стад де Франсвіль                                                     | ЛібревільФрансвільПорт-ЖантільОєм | Стад д'Оєм                                                        | Стад-де-Порт-Жантіль                                                |
| Місткість: 40,000                                                   | Місткість: 22,000                                                     | ЛібревільФрансвільПорт-ЖантільОєм | Місткість: 20,000                                                 | Місткість: 20,000                                                   |
|                                                                     |                                                                       | ЛібревільФрансвільПорт-ЖантільОєм |                                                                   |                                                                     |
| 0°31′27″ пн. ш. 9°23′52″ сх. д. / 0.524167° пн. ш. 9.397778° сх. д. | 1°38′19″ пд. ш. 13°34′28″ сх. д. / 1.638611° пд. ш. 13.574444° сх. д. | ЛібревільФрансвільПорт-ЖантільОєм | 1°42′24″ пн. ш. 11°38′42″ сх. д. / 1.7066° пн. ш. 11.6451° сх. д. | 0°43′00″ пд. ш. 8°47′00″ сх. д. / 0.716667° пд. ш. 8.783333° сх. д. |

## Жеребкування
Жеребкування відбулося 19 жовтня 2016 року, о 18:30 UTC+1 в місті Лібревіль, Габон.
| Кошик 1 | Кошик 2                                                                                | Кошик 3                                                                          | Кошик 4                                                                            |
| --- | -------------------------------------------------------------------------------------- | -------------------------------------------------------------------------------- | ---------------------------------------------------------------------------------- |
| Габон (22 очок; господар, автоматично A1) · Кот-д'Івуар (63.5 очок; володар титулу, автоматично C1) · Гана (56.5 очок) · Алжир (43.5 очок) | Туніс (34.5 очок) · Малі (33.5 очок) · Буркіна-Фасо (33.5 очок) · ДР Конго (29.5 очок) | Камерун (29 очок) · Сенегал (24 очок) · Марокко (18.5 очок) · Єгипет (15.5 очок) | Того (15.5 очок) · Уганда (12 очок) · Зімбабве (10 очок) · Гвінея-Бісау (8.5 очок) |

## Груповий етап
Перше та друга команда з кожної групи вийшли до чвертьфіналу.
Часовий пояс місцевий, WAT (UTC+1).

### Група A
| Поз | Команда      | І | В | Н | П | ГЗ | ГП | РГ | О | Кваліфікація |
| --- | ------------ | - | - | - | - | -- | -- | -- | - | ------------ |
| 1   | Буркіна-Фасо | 3 | 1 | 2 | 0 | 4  | 2  | +2 | 5 | Чвертьфінал  |
| 2   | Камерун      | 3 | 1 | 2 | 0 | 3  | 2  | +1 | 5 | Чвертьфінал  |
| 3   | Габон (H)    | 3 | 0 | 3 | 0 | 2  | 2  | 0  | 3 |              |
| 4   | Гвінея-Бісау | 3 | 0 | 1 | 2 | 2  | 5  | −3 | 1 |              |

| 14 січня 2017 17:00 |

| Габон        | 1 – 1 | Гвінея-Бісау    |
| ------------ | ----- | --------------- |
| Обамеянг 52' | CAF   | Ж. Соареш 90+1' |

| Стад д'Онгонджи, Лібревіль Арбітр: Гехад Гріша |

| 14 січня 2017 20:00 |

| Буркіна-Фасо | 1 – 1 | Камерун      |
| ------------ | ----- | ------------ |
| Дайо 73'     | CAF   | Муканджо 35' |

| Стад д'Онгонджи, Лібревіль Арбітр: Янні Сіказве |

| 18 січня 2017 17:00 |

| Габон               | 1 – 1 | Буркіна-Фасо |
| ------------------- | ----- | ------------ |
| Обамеянг 38' (пен.) | CAF   | Накульма 23' |

| Стад д'Онгонджи, Лібревіль Арбітр: Бакарі Гассама |

| 18 січня 2017 20:00 |

| Камерун                       | 2 – 1 | Гвінея-Бісау |
| ----------------------------- | ----- | ------------ |
| Сіані 73', Нгадеу-Нгаджіу 78' | CAF   | Пікеті 13'   |

| Стад д'Онгонджи, Лібревіль Арбітр: Юссеф Ессрайрі |

| 22 січня 2017 20:00 |

| Камерун | 0 – 0 | Габон |
| ------- | ----- | ----- |
|         | CAF   |       |

| Стад д'Онгонджи, Лібревіль Арбітр: Деніел Беннетт |

| 22 січня 2017 20:00 |

| Гвінея-Бісау | 0 – 2 | Буркіна-Фасо                 |
| ------------ | ----- | ---------------------------- |
|              | CAF   | Сілва 12' (аг) Б. Траоре 58' |

| Стад де Франсвіль, Франсвіль Арбітр: Бамлак Тессема Веєса |

### Група B
| Поз | Команда  | І | В | Н | П | ГЗ | ГП | РГ | О | Кваліфікація |
| --- | -------- | - | - | - | - | -- | -- | -- | - | ------------ |
| 1   | Сенегал  | 3 | 2 | 1 | 0 | 6  | 2  | +4 | 7 | Чвертьфінал  |
| 2   | Туніс    | 3 | 2 | 0 | 1 | 6  | 5  | +1 | 6 | Чвертьфінал  |
| 3   | Алжир    | 3 | 0 | 2 | 1 | 5  | 6  | −1 | 2 |              |
| 4   | Зімбабве | 3 | 0 | 1 | 2 | 4  | 8  | −4 | 1 |              |

| 15 січня 2017 17:00 |

| Алжир         | 2 – 2 | Зімбабве                      |
| ------------- | ----- | ----------------------------- |
| Марез 12' 82' | CAF   | Магачі 17' Мушекві 29' (пен.) |

| Стад де Франсвіль, Франсвіль Арбітр: Бамлак Тессема Веєса |

| 15 січня 2017 20:00 |

| Туніс | 0 – 2 | Сенегал                    |
| ----- | ----- | -------------------------- |
|       | CAF   | Мане 19' (пен.) Мбоджі 17' |

| Стад де Франсвіль, Франсвіль Арбітр: Сіді Аліум |

| 19 січня 2017 17:00 |

| Алжир     | 1 – 2 | Туніс                           |
| --------- | ----- | ------------------------------- |
| Ганні 92' | CAF   | Манді 50' (аг) Сліті 66' (пен.) |

| Стад де Франсвіль, Франсвіль Арбітр: Бернар Камілль |

| 19 січня 2017 20:00 |

| Сенегал          | 2 – 0 | Зімбабве |
| ---------------- | ----- | -------- |
| Мане 9' Севе 13' | CAF   |          |

| Стад де Франсвіль, Франсвіль Арбітр: Редуан Жиєд |

| 23 січня 2017 20:00 |

| Сенегал          | 2 – 2 | Алжир            |
| ---------------- | ----- | ---------------- |
| Діоп 44' Соу 53' | CAF   | Слімані 10', 55' |

| Стад де Франсвіль, Франсвіль Арбітр: Джошуа Бондо |

| 23 січня 2017 20:00 |

| Зімбабве             | 2 – 4 | Туніс                                            |
| -------------------- | ----- | ------------------------------------------------ |
| Мусона 42' Ндоро 58' | CAF   | Сліті 9' Мсакні 22' Хеніссі 36' Хазрі 45' (пен.) |

| Стад д'Онгонджи, Лібревіль Арбітр: Деніс Дембеле |

### Група С
| Поз | Команда     | І | В | Н | П | ГЗ | ГП | РГ | О | Кваліфікація |
| --- | ----------- | - | - | - | - | -- | -- | -- | - | ------------ |
| 1   | ДР Конго    | 3 | 2 | 1 | 0 | 6  | 3  | +3 | 7 | Чвертьфінал  |
| 2   | Марокко     | 3 | 2 | 0 | 1 | 4  | 2  | +2 | 6 | Чвертьфінал  |
| 3   | Кот-д'Івуар | 3 | 0 | 2 | 1 | 2  | 3  | −1 | 2 |              |
| 4   | Того        | 3 | 0 | 1 | 2 | 2  | 6  | −4 | 1 |              |

| 16 січня 2017 17:00 |

| Кот-д'Івуар | 0 – 0 | Того |
| ----------- | ----- | ---- |
|             | CAF   |      |

| Стад д'Оєм, Оєм Арбітр: Ерік Отого-Кастан |

| 16 січня 2017 20:00 |

| ДР Конго      | 1 – 0 | Марокко |
| ------------- | ----- | ------- |
| Кабананга 55' | CAF   |         |

| Стад д'Оєм, Оєм Арбітр: Гамада Намп'яндраза |

| 20 січня 2017 17:00 |

| Кот-д'Івуар     | 2 – 2 | ДР Конго                 |
| --------------- | ----- | ------------------------ |
| Боні 25' Ді 67' | CAF   | Кебано 10' Кабананга 28' |

| Стад д'Оєм, Оєм Арбітр: Ерік Отого-Кастан |

| 20 січня 2017 20:00 |

| Марокко                              | 3 – 1 | Того       |
| ------------------------------------ | ----- | ---------- |
| Бугаддуз 14' Саїсс 21' Ен-Несірі 72' | CAF   | Доссеві 5' |

| Стад д'Оєм, Оєм Арбітр: Гамада Намп'яндраза |

| 24 січня 2017 20:00 |

| Марокко   | 1 – 0 | Кот-д'Івуар |
| --------- | ----- | ----------- |
| Аліуї 64' | CAF   |             |

| Стад д'Оєм, Оєм Арбітр: Сіді Аліум |

| 24 січня 2017 20:00 |

| Того     | 1 – 3 | ДР Конго                            |
| -------- | ----- | ----------------------------------- |
| Лаба 69' | CAF   | Кабананга 28' Мубеле 54' М'Поку 80' |

| Порт-Жантіль, Порт-Жантіль Арбітр: Махамаду Кейта |

### Група D
| Поз | Команда | І | В | Н | П | ГЗ | ГП | РГ | О | Кваліфікація |
| --- | ------- | - | - | - | - | -- | -- | -- | - | ------------ |
| 1   | Єгипет  | 3 | 2 | 1 | 0 | 2  | 0  | +2 | 7 | Чвертьфінал  |
| 2   | Гана    | 3 | 2 | 0 | 1 | 2  | 1  | +1 | 6 | Чвертьфінал  |
| 3   | Малі    | 3 | 0 | 2 | 1 | 1  | 2  | −1 | 2 |              |
| 4   | Уганда  | 3 | 0 | 1 | 2 | 1  | 3  | −2 | 1 |              |

| 17 січня 2017 17:00 |

| Гана             | 1 – 0 | Уганда |
| ---------------- | ----- | ------ |
| А. Аю 32' (пен.) | CAF   |        |

| Порт-Жантіль, Порт-Жантіль Арбітр: Джошуа Бондо |

| 17 січня 2017 20:00 |

| Малі | 0 – 0 | Єгипет |
| ---- | ----- | ------ |
|      | CAF   |        |

| Порт-Жантіль, Порт-Жантіль Арбітр: Деніел Беннетт |

| 21 січня 2017 17:00 |

| Гана     | 1 – 0 | Малі |
| -------- | ----- | ---- |
| Г'ян 21' | CAF   |      |

| Порт-Жантіль, Порт-Жантіль Арбітр: Мехді Абід Шареф |

| 21 січня 2017 20:00 |

| Єгипет   | 1 – 0 | Уганда |
| -------- | ----- | ------ |
| Саїд 89' | CAF   |        |

| Порт-Жантіль, Порт-Жантіль Арбітр: Маланг Д'єдью |

| 25 січня 2017 20:00 |

| Єгипет    | 1 – 0 | Гана |
| --------- | ----- | ---- |
| Салах 11' | CAF   |      |

| Порт-Жантіль, Порт-Жантіль Арбітр: Бакарі Гассама |

| 25 січня 2017 20:00 |

| Уганда  | 1 – 1 | Малі        |
| ------- | ----- | ----------- |
| Мія 70' | CAF   | Біссума 73' |

| Стад д'Оєм, Оєм Арбітр: Алі Лемгайрі |

## Плей-оф
|  | Чвертьфінали            | Чвертьфінали         |                         |       | Півфінали | Півфінали |  |  | Фінал | Фінал |
|  |                         |                      |                         |       |           |           |  |  |       |       |
|  | 28 січня – Лібревіль    |                      |                         |       |           |           |  |  |       |       |
|  |                         |                      |                         |       |           |           |  |  |       |       |
|  | Буркіна-Фасо            | 2                    |                         |       |           |           |  |  |       |       |
|  | Буркіна-Фасо            | 2                    | 1 лютого – Лібревіль    |       |           |           |  |  |       |       |
|  | Туніс                   | 0                    |                         |       |           |           |  |  |       |       |
|  | Туніс                   | 0                    | Буркіна-Фасо            | 1 (3) |           |           |  |  |       |       |
|  | 29 січня – Порт-Жантіль |                      | Буркіна-Фасо            | 1 (3) |           |           |  |  |       |       |
|  |                         | Єгипет               | 1 (4)                   |       |           |           |  |  |       |       |
|  | Єгипет                  | Єгипет               | 1 (4)                   | 1     |           |           |  |  |       |       |
|  | Єгипет                  |                      | 5 лютого – Лібревіль    | 1     |           |           |  |  |       |       |
|  | Марокко                 | 0                    |                         |       |           |           |  |  |       |       |
|  | Марокко                 | 0                    | Єгипет                  | 1     |           |           |  |  |       |       |
|  | 28 січня – Франсвіль    |                      | Єгипет                  | 1     |           |           |  |  |       |       |
|  |                         | Камерун              | 2                       |       |           |           |  |  |       |       |
|  | Сенегал                 | Камерун              | 2                       | 0 (4) |           |           |  |  |       |       |
|  | Сенегал                 | 2 лютого – Франсвіль |                         | 0 (4) |           |           |  |  |       |       |
|  | Камерун                 | 0 (5)                |                         |       |           |           |  |  |       |       |
|  | Камерун                 | 0 (5)                | Камерун                 | 2     |           |           |  |  |       |       |
|  | 29 січня – Оєм          |                      | Камерун                 | 2     |           |           |  |  |       |       |
|  |                         | Гана                 | 0                       |       | Фінал     | Фінал     |  |  |       |       |
|  | ДР Конго                | Гана                 | 0                       | 1     | Фінал     | Фінал     |  |  |       |       |
|  | ДР Конго                |                      | 4 лютого – Порт-Жантіль | 1     |           |           |  |  |       |       |
|  | Гана                    | 2                    |                         |       |           |           |  |  |       |       |
|  | Гана                    | 2                    | Буркіна-Фасо            | 1     |           |           |  |  |       |       |
|  |                         |                      |                         |       |           |           |  |  |       |       |
|  | Гана                    | 0                    |                         |       |           |           |  |  |       |       |
|  | Гана                    | 0                    |                         |       |           |           |  |  |       |       |

### Чвертьфінали
| 28 січня 2017 17:00 |

| Буркіна-Фасо           | 2 – 0 | Туніс |
| ---------------------- | ----- | ----- |
| Бансе 81' Накульма 85' | CAF   |       |

| Стад д'Онгонджі, Лібревіль Арбітр: Деніел Беннетт |

| 28 січня 2017 20:00 |

| Сенегал | 0 – 0 (дч) | Камерун |
| ------- | ---------- | ------- |
|         | CAF        |         |

| Стад де Франсвіль, Франсвіль Арбітр: Джанні Сіказве |

|                                       |       | Пенальті                                    |  |
| Кулібалі · Мбоджі · Соу · Севе · Мане | 4 – 5 | Бенджамін · Ойонго · Тейку · Зуа · Абубакар |  |

| 29 січня 2017 17:00 |

| ДР Конго  | 1 – 2 | Гана                       |
| --------- | ----- | -------------------------- |
| Мпоку 68' | CAF   | Дж. Аю 63' А. Аю 78', пен' |

| Стад д'Оєм, Оєм Арбітр: Бернар Камілль |

| 29 січня 2017 20:00 |

| Єгипет      | 1 – 0 | Марокко |
| ----------- | ----- | ------- |
| Кахраба 88' | CAF   |         |

| Стад де Порт-Жантіль, Порт-Жантіль Арбітр: Ерік Отого-Кастане |

### Півфінали
| 1 лютого 2017 20:00 |

| Буркіна-Фасо | 1 – 1 (дч) | Єгипет       |
| ------------ | ---------- | ------------ |
| Бансе 73'    | CAF        | М. Салах 66' |

| Стад д'Онгонджі, Лібревіль Арбітр: Маланг Д'єдью |

|                                              |       | Пенальті                                 |  |
| А. Траоре · Дівара · Яго · Коффі · Б. Траоре | 3 – 4 | Саїд · Собхі · Хегазі · М. Салах · Варда |  |

| 2 лютого 2017 20:00 |

| Камерун                           | 2 – 0 | Гана |
| --------------------------------- | ----- | ---- |
| Нгадеу-Нгаджуї 72' Бассогог 90+3' | CAF   |      |

| Стад де Франсвіль, Франсвіль Арбітр: Бакарі Гассама |

### Матч за третє місце
| 4 лютого 2017 20:00 |

| Буркіна-Фасо   | 1 – 0 | Гана |
| -------------- | ----- | ---- |
| Ал. Траоре 81' | CAF   |      |

| Стад де Порт-Жантіль, Порт-Жантіль Арбітр: Мехді Абід Шареф |

### Фінал
| 5 лютого 2017 20:00 |

| Єгипет       | 1 – 2 | Камерун                 |
| ------------ | ----- | ----------------------- |
| Ель-Нені 81' | CAF   | Н'Кулу 81' Абубакар 88' |

| Стад д'Онгонджі, Лібревіль Арбітр: Джанні Сіказве |

## Бомбардири
3 голи
- Жуніор Кабананга

2 голи
- Ріяд Марез
- Іслам Слімані
- Арістід Бансе
- Прежюс Накульма
- Ален Траоре
- П'єр-Емерік Обамеянг
- Андре Аю
- Мохаммед Салах
- Мішаель Нгадеу-Нгаджуї
- Поль-Жозе Мпоку
- Наїм Сліті
- Садіо Мане

1 гол
- Соф'ян Ганні
- Іссуфу Дайо
- Бертран Траоре
- Джордан Аю
- Асамоа Г'ян
- Пікеті
- Жуарі Соареш
- Неескенс Кебано
- Фірмін Ндомбе Мубеле
- Мохаммед Ель-Нені
- Махмуд Кахраба
- Абдалла Саїд
- Кудакваше Магачі
- Няша Мушекві
- Тендай Ндоро
- Ноледж Мусона
- Венсан Абубакар
- Кристіан Бассогог
- Бенджамін Муканджо
- Ніколя Н'Кулу
- Себастьєн Сіані
- Вільфред Боні
- Серей Ді
- Ів Біссума
- Рашид Аліуї
- Азіз Бугаддуз
- Юссеф Ен-Несірі
- Ромен Саїсс
- Папакулі Діоп
- Кара Мбоджі
- Анрі Севе
- Мусса Соу
- Матьє Доссеві
- Коджо Фо-Дох Лаба
- Юссеф Мсакні
- Вахбі Хазрі
- Таха Яссін Хеніссі
- Фарук Мія

Автоголи
- Аїсса Манді (проти Тунісу)
- Рудінілсон Сілва (проти Буркіна-Фасо)